# Raoul Lambert (football)
Pour les articles homonymes, voir Raoul Lambert et Lambert.
Raoul Lambert, né le 22 octobre 1944 à Steenbrugge (Bruges) en Belgique, est un footballeur international belge qui joue au poste d'attaquant.

## Biographie

### En club
Raoul est le fils de Cyriel Lambert et Marie Tance. Il a la particularité comme ses quatre frères d'avoir été formé au K. SK Steenbrugge. Les quatre autres frères (Urbain, Éric, Grégoire et Georges) ont également évolué en « Division 1 » et ou « Division 2 » !
Surnommé Lotte, Raoul Lambert était un attaquant exceptionnel[réf. nécessaire]. Il réalise l'intégralité de sa carrière au FC Bruges et marque pour le club un très grand nombre de buts.
Il allie une grande force physique avec une conduite de balle irréprochable. Il a été élu par les supporters, le meilleur joueur de tous les temps (devant Jan Ceulemans)[réf. nécessaire].
Lambert atteint la finale de la Coupe de l'UEFA en 1976 avec le Club Bruges. Il inscrit notamment deux buts en finale lors de la double confrontation face au club anglais de Liverpool, ce qui s'avère toutefois insuffisant pour remporter le titre.
Le dimanche 27 octobre 2019, à l'occasion de son 75e anniversaire, Raoul Lambert, icône du club brugeois, est en pleurs face à l’ovation des 28 000 spectateurs du Jan Breydelstadion lui rendant hommage avant le début du match.

### En équipe nationale

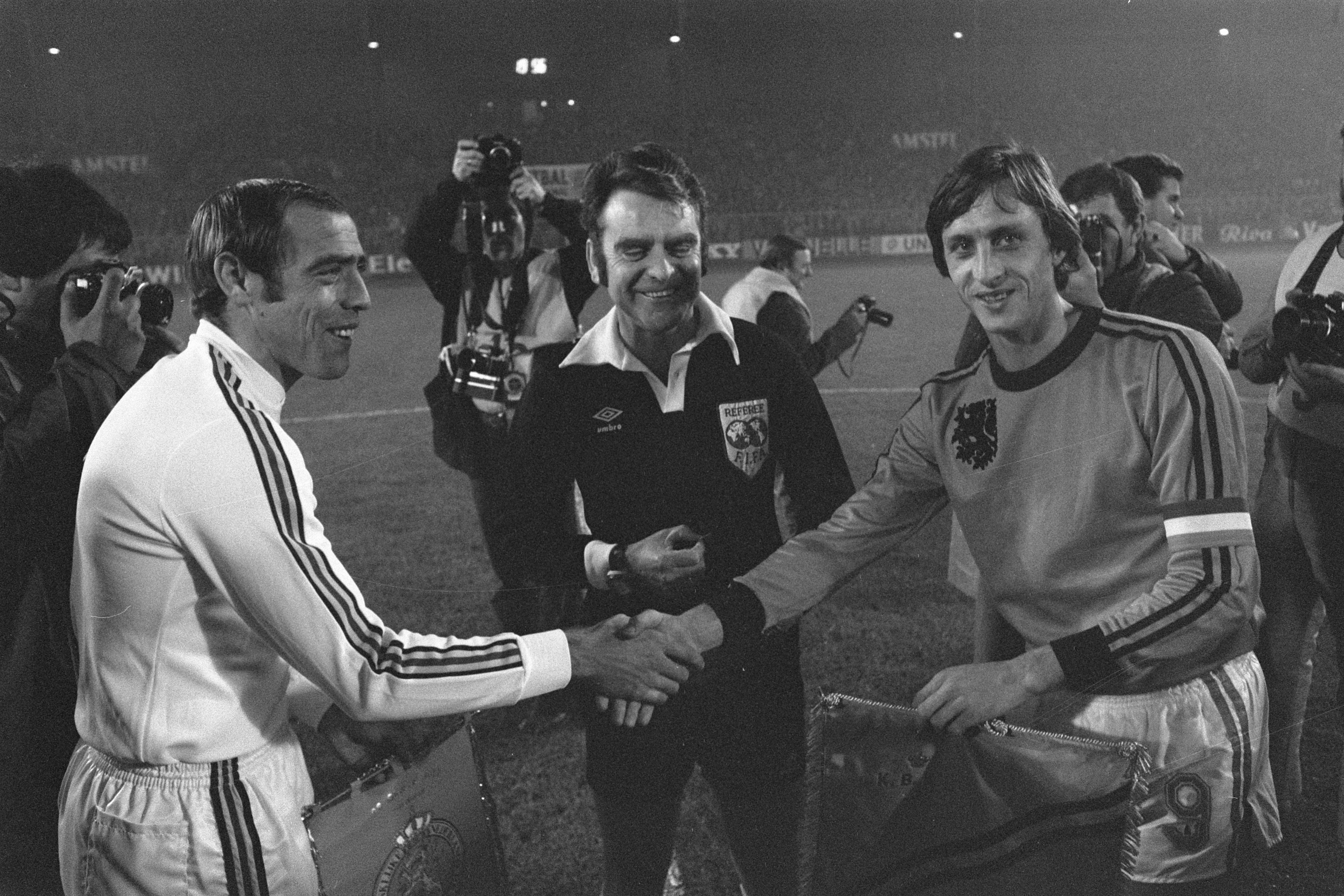
Raoul Lambert et Johan Cruyff.

Raoul Lambert est international à 33 reprises et marque 18 buts pour les diables rouges.
Il joue son premier match en équipe nationale le 20 avril 1966, contre l'équipe de France au Parc des Princes. La Belgique s'impose 0-3 et Lambert en profite pour inscrire son premier but.
Lambert participe à la Coupe du monde 1970 et à l'Euro 1972. Lors de la Coupe du monde organisée au Mexique, il inscrit deux buts, contre le Salvador et l'Union soviétique.
Le 17 février 1971, il inscrit son premier doublé en équipe nationale, contre le Portugal (victoire 3-0 à Anderlecht). Le 22 mai 1972, il marque son deuxième doublé, contre l'Islande (victoire 0-4 à Bruges). Enfin, le 18 avril 1973, il inscrit son troisième et dernier doublé, face à l'Allemagne de l'Est (victoire 3-0 à Anvers).
Il reçoit sa dernière sélection avec la Belgique le 26 octobre 1977, contre les Pays-Bas (défaite 1-0 à Amsterdam). A deux reprises, en 1977, il officie comme capitaine de la sélection belge.

## Palmarès
- Champion de Belgique en 1973, 1976, 1977, 1978 et 1980 avec le Club Bruges KV
- Vainqueur de la Coupe de Belgique en 1968, 1970 et 1977 avec le Club Bruges KV
- Finaliste de la Coupe de l'UEFA en 1976 avec le Club Bruges KV
- Finaliste de la Coupe d'Europe des clubs champions en 1978 avec le Club Bruges KV (ne joue pas la finale)